# كولن إس. بروس
كولن إس. بروس (بالإنجليزية: Colin S. Bruce)‏ هو قاضي ومحامي أمريكي، ولد في 17 سبتمبر 1965 في أوربانا في الولايات المتحدة.